# Erythroxylum vacciniifolium
Erythroxylum vacciniifolium é uma espécie de planta da flora do Brasil, pertencente ao género Erythroxylum. É uma das espécies a qual se atribui o nome catuaba.

## Descrição
É uma árvore pequena e vigorosa, que produz flores amarelas e cor-de-laranja e pequenos frutos ovais, amarelados e não comestíveis. A catuaba tem uma longa história de uso medicinal natural como afrodisíaco. Os índios Tupis do Brasil foram os primeiros a descobrir as qualidades afrodisíacas da planta e, nos últimos séculos, inventaram muitas canções sobre as suas qualidades e capacidades.
Uma infusão da raiz é usada na medicina tradicional brasileira como afrodisíaco e estimulante do sistema nervoso central. Uma decoção da raiz é comumente usada para a impotência, agitação, nervosismo, nevralgia e cansaço, problemas de memória e fraqueza sexual.